# Кравчук Дем'ян Олексійович
Кравчу́к Дем'я́н Олексі́йович (12 листопада 2000 — 29 вересня 2023) — старший солдат Збройних Сил України, учасник російсько-української війни.

## Життєпис

###### Ранні роки
Народився Дем'ян 12 листопада 2000 року в селі Тараски, Уланівської сільської громади, Хмільницького району, Вінницької області України.
У 2007 році був зарахований до 1 класу Тарасковецької ЗОШ І-ІІ ступенів, яку закінчив у 2016 році. В цьому ж році розпочав навчання у Вінницькому технічному коледжі за спеціальністю «Електромеханік». Деякий час працював у «МакДональдзі».

###### Військова служба
В липні 2020 року пішов на строкову службу у в/ч 3029 міста Запоріжжя. В серпні 2021 року через патріотичні погляди підписав контракт із ЗСУ. З 2 вересня 2021 року почав проходити службу у складі військової частини 3029, де брав активну участь у здійсненні заходів із забезпечення національної безпеки і оборони, відсічі і стримуванні збройної агресії російської федерації. В грудні 2022 року перевівся на посаду снайпера взводу розвідки спеціального призначення 1 БОП 15 БРОП, яка в рамках кампанії «Гвардія наступу» отримала назву «Кара-Даг» частини 3029 Південного ОТО. В травні 2023 року проходив навчання в Німеччині, де отримав звання снайпера 2-ї категорії. В червні того ж року відмовився від посади снайпера і перевівся в штурмову бригаду. Виконував службові обов’язки у званні старший солдат на посаді снайпер (2 категорії) взводу розвідки спеціального призначення 1 батальйону оперативного призначення у в/ч 3029 НГУ. 

###### Загибель
Під час виконання бойового завдання 29 вересня 2023 року, Кравчук Дем'ян Олексійович загинув. Сталося це у важких боях, внаслідок мінометного обстрілу, під н.п. Вербове, Пологівський район, Запорізька область.

###### Вічний спочинок
5 жовтня 2023 року до свого рідного дому через місто Хмільник у село Тараски "На Щиті" повернувся захисник України Кравчук Дем’ян Олексійович. «Коридор шани» формували у проміжку орієнтовного часу 12:30 - 14:00 уздовж вулиці Курортна (в'їзд зі сторони с.Кожухів) – вулиці Українця Владислава (колишня вул. 1 Травня) – проспекта Свободи - вулиці Столярчука - вулиці Київська, а далі у напрямку села Уланів.
У Дем'яна залишилися батьки, молодший брат (на захисті країни, як був Дем'ян), сестра, племінники, наречена, інші рідні, друзі та побратими, захистникові навіки 22 роки.

## Нагороди
За особисту мужність, виявлену у захисті державного суверенітету та територіальної цілісності України, самовіддане виконання військового обов'язку, відзначений — нагороджений Указом Президента України від 31 грудня 2024 року № 890, орденом «За мужність» ІІІ ступеню (посмертно).

## Вшанування
12 листопада 2024 року, в селі Тараски відбулось відкриття пам’ятної дошки присвяченної захиснику України Кравчуку Дем'яну Олексійовичу